# Kalle Stropp och Grodan Boll på svindlande äventyr
Kalle Stropp och Grodan Boll på svindlande äventyr é um curta animado dirigido por Jan Gissberg sobre dois personagens epônimos criados por Thomas Funck. Funck também dubla todas as vozes. O filme foi lançado nos cinemas da Suécia em 14 dezembro de 1991.

## Elenco
- Thomas Funck
- Thorsten Flinck
- Peter Dalle
- Claes Månsson
- Åsa Bjerkerot
- Eva Funck
- Stig Grybe